# 醉后一夜
《醉后一夜》（英語：Lacuna）是2012年中国大陆爱情喜剧片，导演曾国祥、尹志文，主演余文乐、张静初、林宥嘉、朱雨辰，讲述了一男一女在醉酒后24小时的故事。

## 演员
- 张静初 出演 桐欣
- 余文乐 出演 沈伟
- 周俊伟 出演 白毛
- 林宥嘉 出演 琛杰
- 朱雨辰 出演 张磊
- 阎汶宣 出演 孟琪琪
- 王一 出演 沈伟朋友
- 于娜 出演 冯姐
- 孙聪 出演 沈伟朋友
- 郭梦 出演 沈伟朋友
- 胡辰 出演 沈伟朋友
- 李小宅 出演 沈伟朋友
- 张小格 出演 沈伟朋友
- 滕文昊 出演 沈伟朋友
- 杨一郎 出演 沈伟朋友
- 任广宇 出演 沈伟朋友
- 栾菁菁 出演 沈伟同事
- 盖伦 出演 沈伟同事
- 刘伟 出演 沈伟同事
- 张玉明 出演 沈伟同事
- 张家川 出演 沈伟同事
- 梁立勇 出演 沈伟同事
- 弼琪 出演 沈伟同事
- 爽子 出演 爽子
- 王美茜 出演 金妮
- 黑云 出演 黑人男友
- 官正楠 出演 夜店老板
- 陈伊莎 出演 优优
- 杜明华 出演 刘警官
- 张优优 出演 女警官
- 林子洛 出演 斯黛菲
- 张楠 出演 导演
- 窦微 出演 副导演
- 王昀佳 出演 路人
- 张超 出演 服务员

## 曲目
| 曲序 | 曲目                 | 歌手   |
| ---- | -------------------- | ------ |
| 1.   | 《纪念品》（主题曲） | 林宥嘉 |
| 2.   | （片尾曲）           |        |
| 3.   | 《宝贝》（插曲）     | 莫文蔚 |